# Taisetsu
Le Taisetsu (大雪) est un train express existant au Japon et exploité par la compagnie JR Hokkaido, qui relie la ville d'Asahikawa à celle d'Abashiri. Son nom signifie « grande neige » et désigne l'une des 24 périodes solaires du calendrier chinois.

## Gares desservies
Le Taisetsu circule de la gare d'Asahikawa à la gare d'Abashiri en empruntant les lignes Sōya et Sekihoku.
| Nom des gares |
| ------------- |
| Asahikawa     |
| Kamikawa      |
| Shirataki*    |
| Maruseppu*    |
| Engaru        |
| Ikutahara     |
| Rubeshibe     |
| Kitami        |
| Bihoro        |
| Memambetsu    |
| Abashiri      |

Les gares marquées d'un astérisque ne sont pas desservies par tous les trains. 

## Matériel roulant
Les services Taisetsu sont effectués par des rames séries KiHa 283. Dans le passé, ils ont été effectués par des rames série KiHa 183.

## Composition des rames
- Série KiHa 283[1]:

| N° de voiture | 1       | 2       | 3           |
| Classe        | Réservé | Réservé | Non réservé |